# Mary Clubwala Jadhav
Mary Clubwala Jadhav (Tamil மேரி கிளப்வாலா ஜாதவ்; * 10. Juni 1909 in Udagamandalam, Madras; † 6. Februar 1975 in Mumbai) war eine indische Philanthropin.

## Leben und Wirken
Mary Jadhav, (geborene Patel) wurde 1909 in eine reiche Parsenfamilie hineingeboren. Sie  heiratete 1926 in erster Ehe Nogi Clubwala und später in zweiter Ehe Major Chandrakant Jadhav. Sie arbeitete mit der Tuberkulose- und Leprahilfe der Stadt zusammen und leistete großzügige Beiträge zu diesen Organisationen. Im Gedenken an ihren verstorbenen Ehemann Nogi Clubwala stiftete sie sechs Betten für die Kasturba-Gandhi-Leprastation. 1942, als der Zweite Weltkrieg tobte, gründete Frau Clubwala das Indian Hospitality Committee und schaffte es, die unterschiedlichsten Frauen aus allen Gemeinden und Gesellschaftsschichten zu motivieren, mobile Kantinen, Krankenhausbesuche, Ablenkungs- und Unterhaltungsprogramme für die verwundeten Soldaten zu organisieren. Dies brachte ihr den Spitznamen „der Liebling der Armee“ ein.
Mit begrenzten Mitteln gründete sie 1952 die Madras School of Social Work, die erste Schule für Sozialarbeit in Südindien und die zweite in ganz Indien (nach dem Tata Institute of Social Sciences in Bombay). Im Jahr 1954 lud Clubwala Jadhav Lady Edwina Mountbatten, Countess Mountbatten of Burma im April 1954 zu einer Feier an der Madras School of Social Work ein. Jadhav korrespondierte zwischen 1953 und 1959 schriftlich mit Lady Mountbatten. Treffen der beiden Frauen sind dokumentiert, bei denen sie sich gegenseitig über ihre Erfolge und Verbesserungen im Seva Samajam Home for Boys in Madras informieren.
1956 bis 1957 wurde sie der erste weibliche Sheriff of Madras. Sie gründete mehrere Projekte in  der Stadt und setzte sich für verschiedene soziale Projekte ein. Sie gründete Kindergärten für die Dalits.

## Auszeichnungen
- 1942: Member of the Order of the British Empire (MBE)
- 1955: Padma Shri
- 1968: Padma Bhushan
- 1975: Padma Vibhushan